# CDRT15L2
CDRT15L2 (англ. CMT1A duplicated region transcript 15 like 2) – білок, який кодується однойменним геном, розташованим у людей на 17-й хромосомі. Довжина поліпептидного ланцюга білка становить 281 амінокислот, а молекулярна маса — 30 100.
| 10         |  | 20         |  | 30         |  | 40         |  | 50         |
| ---------- |  | ---------- |  | ---------- |  | ---------- |  | ---------- |
| MFSCCFPTSR |  | GCCFRNGGSE |  | SLFRQCRRRL |  | IPHPRRLWPF |  | VRRRTQVPQD |
| SPGQALAGQA |  | TPEIPSGLPL |  | HIVLVQEEIR |  | EPMEAQTHAP |  | GPYADIAALA |
| APAVEPKPAW |  | EEPPPERALE |  | VEGAPAKDQP |  | SQELPEIMAP |  | TVATGLNAGA |
| ENVAGERSGR |  | EGVTSTAPAS |  | RSHAAPSPGH |  | GGKHGGGDQG |  | IQTGLLYLAG |
| ERLLSFAGTT |  | ALLLQGLFIV |  | LILVGYISVK |  | VMLKSIKTRL |  | GRRVPAAPPA |
| LRRNLLLQAW |  | KCVCNWASRL |  | FAPNVLPRTG |  | S          |  |            |

A: Аланін

C: Цистеїн

D: Аспарагінова кислота

E: Глутамінова кислота

F: Фенілаланін

G: Гліцин

H: Гістидин

I: Ізолейцин

K: Лізин

L: Лейцин

M: Метіонін

N: Аспарагін

P: Пролін

Q: Глутамін

R: Аргінін

S: Серин

T: Треонін

V: Валін

W: Триптофан

Локалізований у мембрані.